# Широко крокуючи
«Широко крокуючи» (англ. Walking Tall) — рімейк фільму 1973 року.

## Сюжет
Шериф графства Макнейрі Буфорд Пассер перебував на своїй посаді три терміни поспіль. За час своєї служби він відчайдушно боровся зі злочинністю, не раз вступаючи в нерівну сутичку. Після вбивства його палко коханої дружини він відчув себе абсолютно безпорадним. В той же час солдат особливих військ армії США Кріс Ваугн повертається додому, сподіваючись налагодити невеликий сімейний бізнес. За час його відсутності багато що змінилося. Затишне, спокійне містечко тепер кишить насильством, заповнене наркотиками, а терор став там звичайною справою. За всім цим стоїть господар казино, в якому його колишня подружка працює танцівницею. Із прагненням до помсти і справедливості, відмінно підготовлений солдат Кріс стає шерифом.

## У ролях
| Актор           | Роль               |
| --------------- | ------------------ |
| Двейн Джонсон   | Крістофер Вон      |
| Джонні Ноксвілл | Рей Темплетон      |
| Ніл Макдонаф    | Джей Хамільтон     |
| Майкл Боуен     | шериф Стен Воткінс |
| Крістен Вілсон  | Мішель             |
| Кевін Дюранд    | Бут                |
| Барбара Тарбак  | Коні               |
| Джон Біслі      | Кріс               |
| Ешлі Скотт      | Дені               |
| Кобі Смолдерс   | красуня            |